# Spiridon Popescu
Spiridon Popescu (n. 13 august 1864, Rogojeni, România – d. 8 mai 1933, București, România) a fost un scriitor și publicist român. A colaborat la revistele „Avântul”, „Viața românească”, „Adevărul literar și artistic” etc. Scrisorile sale, publicate în „Evenimentul literar” sub titlul „Scrisori către vărul meu”, au ilustrat artistic ideile poporaniste ale revistei. În nuvela „Moș Gheorghe la expoziție” (1907) este zugrăvită „mascarada” expoziției jubiliare din 1906 în contrast cu viața de mizerie a țărănimii. „Rătăcirea de la Stoborani” (1909) este o altă lucrare importantă a lui Spiridon Popescu, un tablou realist al răscoalelor din 1907, alterat însă de influența poporanismului.

## Legături externe
1. 1 2 3 4  Dicționarul biografic al literaturii române[*] Verificați valoarea |titlelink= (ajutor)